# Guanajuato (État)
Pour la capitale, voir Guanajuato.
Le Guanajuato (prononcé en espagnol : /gwanaˈxwato/), officiellement l'État libre et souverain de Guanajuato (Estado Libre y Soberano de Guanajuato /esˈtado ˈliβɾe i soβeˈɾano de gwanaˈxwato/), est un État du Mexique situé sur le plateau central. Guanajato est aussi le nom de la capitale et ville principale de l'État.

## Géographie
Entouré par les États de San Luis Potosí, Querétaro, Michoacán et Jalisco, l'État de Guanajato occupe une superficie de 30 589 km2 et comptait environ 6 166 934 habitants en 2020.
On distingue trois régions séparées par la Sierra de Guanajuato. Au nord, se trouvent les plaines du nord. Il s'agit d'une zone aride. La Sierra de Guanajuato constitue une zone à part, on y trouve des gorges, des pentes abruptes, et quelques plateaux. Cette deuxième zone s'élève à une altitude moyenne de 2 305 mètres. La constitution du sol est propice à l'élevage de bétail. Au sud de la Sierra de Guanajuato se trouve la troisième zone est celle du Bajío, elle est composée de plaines et l'une des régions du pays qui bénéficie de plus de précipitations (700 mm de moyenne par an). On y pratique une agriculture basée sur des techniques modernes.

### Flore et faune
| Flore et faune |                     |                       |                  |               |
|                |                     |                       |                  |               |
| Dasypodidae    | Puma                | Tamiasciurus          | Vulpes           | Urubu noir    |
|                |                     |                       |                  |               |
| Psittacidae    | Crotale cascabelle  | Tayassuidae           | Cerf de Virginie | Lynx roux     |
|                |                     |                       |                  |               |
| Érable argenté | Figuier de Barbarie | Echinocactus grusonii | Cactus rustique  | Pin ponderosa |

### Villes et urbanisme
Parmi les villes importantes citons : Guanajuato, Celaya, León, Salamanca, Irapuato, San Miguel de Allende, Acámbaro et Dolores Hidalgo qui fut l'un des points de départ du mouvement d'indépendance au début du XIXe siècle. La petite ville de Santa Cruz de Juventino Rosas est appelée ainsi car José Juventino Policarpo Rosas Cadenas, le compositeur de la valse mondialement connue Sobre las olas, y est né.

## Histoire
À partir du IVe siècle av. J.-C., des sociétés agricoles utilisant la poterie apparaissent. Le Río Lerma et ses plaines inondables, aujourd'hui favorisent leur croissance. Vers le VIe siècle, la présence de grandes cités mésoaméricaines avec temples et palais monumentaux est attestée par l'archéologie : Plazuelas, Peralta, Cañada de la Virgen et El Corporo. Ces cités ont été désertées peut-être à cause de la désertification des terres.
Au XVIe siècle, la région est essentiellement peuplée de peuples nomades que les Aztèques nommaient (péjorativement) « Chichimèques », terme repris par les Espagnols qui baptisèrent le lieu « Gran Chichimeca ».
Si l'on excepte la capitale et la zone du golfe du Mexique, cet État fut l'une des premières régions du Mexique à être colonisée par les Espagnols. En effet, ils s'y installèrent dans les années 1520 en raison des mines d'argent qui s'y trouvaient. Aujourd'hui, l'État de Guanajato est encore l'un des plus grands centres au monde pour la production d'argent. On y trouve aussi de l'étain, de l'or, du cuivre, du plomb, du mercure et de l'opale.

## Toponymie
L'origine du nom Guanajuato vient de quanaxhuato qui signifie en purépecha « endroit montagneux des grenouilles »[réf. nécessaire].

## Culture

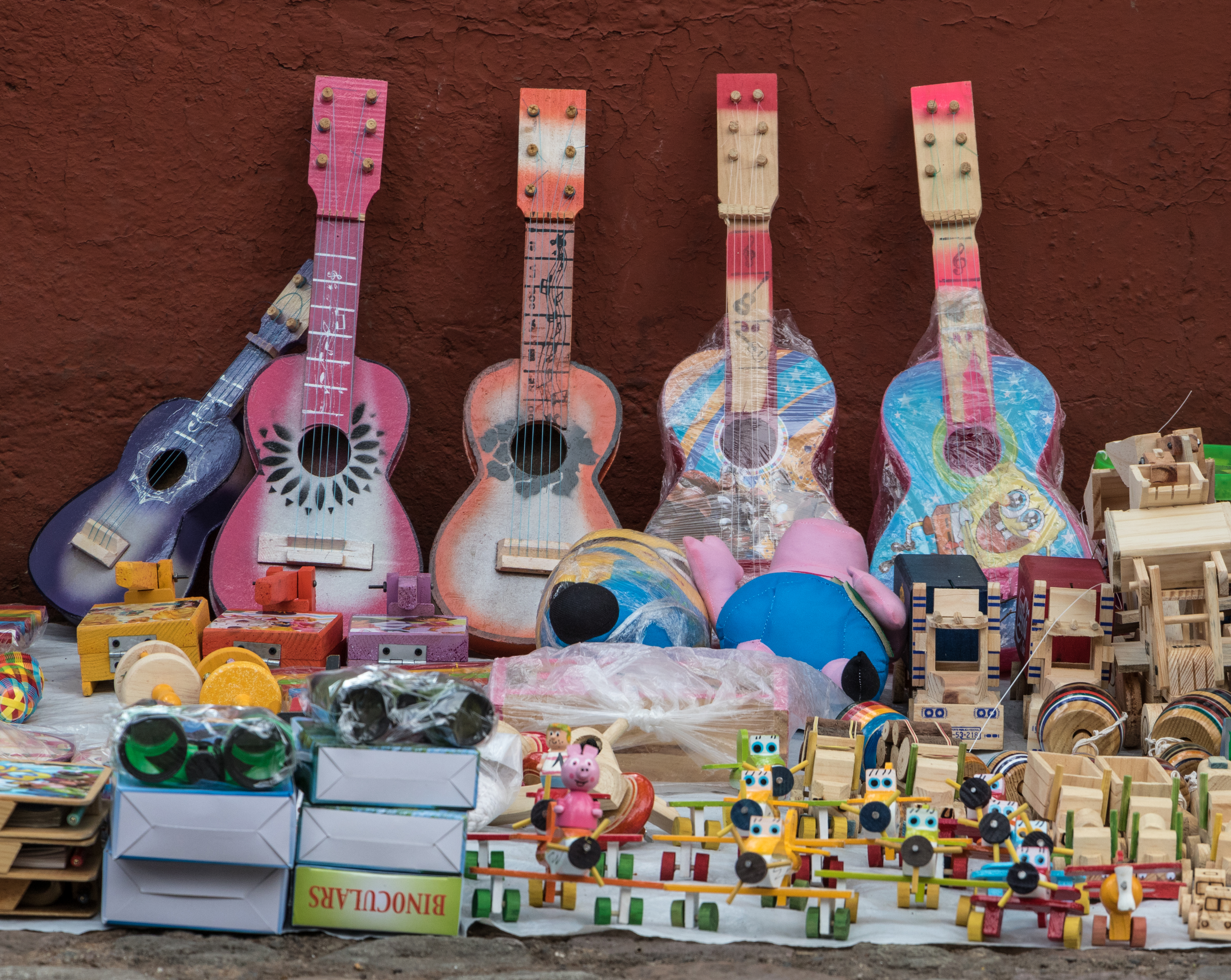
Guitares mexicaines et jeux en vente dans le Guanajuato. Juillet 2017.

### Architecture et patrimoine
Guanajuato compte 1 200 sites archéologiques dont quatre sont ouverts au public : Plazuelas, Peralta, Cañada de la Virgen et El Corporo.

### Événements culturels et festivals
Guanajuato
Le Festival Internacional Cervantino (FIC), populairement connu comme le « Cervantino », se tient chaque année dans la ville de Guanajuato, située dans le centre du Mexique.

## Économie
L'État de Guanajuato fait notamment partie des cinq États mexicains autorisés à produire du Tequila. Cette appellation d'origine concerne les villes de : Abasolo, Ciudad Manuel Doblano, Cueramaro, Huanimaro, Penjamo, Purisima del Rincon et Romita.
L'État est divisée en 46 municipalités : Abasolo, Acámbaro, Apaseo, Apaseo El Alto, Atarjea, Celaya, Comonfort, Coroneo, Cortazar, Cuerámaro, Dolores Hidalgo, Guanajuato, Huanímaro, Irapuato, Jaral del Progreso, Jerécuaro, Juventino Rosas, León, Manuel Doblado, Moroleón, Ocampo, Pénjamo, Pueblo Nuevo, Purísima del Rincón, Romita, Salamanca, Salvatierra, Santa Catarina, San Diego de la Unión, San Felipe, San Francisco del Rincón, San José Iturbide, San Luis de la Paz, San Miguel de Allende, Santiago Maravatío, Silao, Tarandacuao, Tarimoro, Tierra Blanca, Uriangato, Valle de Santiago, Victoria, Villa Doctor Mora, Villagrán, Xichú et Yuriria.

### Principales villes de l'État de Guanajuato
| Ville                         | Population de la municipalité (2010) |
| ----------------------------- | ------------------------------------ |
| León                          | 1 436 480                            |
| Irapuato                      | 529 440                              |
| Celaya                        | 468 469                              |
| Salamanca                     | 260 732                              |
| Silao de la Victoria          | 173 024                              |
| Guanajuato                    | 171 709                              |
| San Miguel de Allende         | 160 383                              |
| Pénjamo                       | 149 936                              |
| Dolores Hidalgo               | 148 173                              |
| Valle de Santiago             | 141 058                              |
| San Luis de la Paz            | 115 656                              |
| San Francisco del Rincón      | 113 570                              |
| Acámbaro                      | 109 030                              |
| San Felipe                    | 106 952                              |
| Salvatierra                   | 97 054                               |
| Cortazar                      | 88 397                               |
| Apaseo el Grande              | 85 319                               |
| Abasolo                       | 84 332                               |
| Santa Cruz de Juventino Rosas | 79 214                               |
| Comonfort                     | 77 794                               |
| San José Iturbide             | 72 411                               |
| Yuriria                       | 70 782                               |
| Purísima del Rincón           | 68 795                               |
| Apaseo el Alto                | 64 433                               |

## Accord de coopération
- Bordeaux Métropole (France)